# Episodi di Im Namen des Gesetzes (prima stagione)
La prima stagione della serie televisiva Im Namen des Gesetzes è stata trasmessa in anteprima in Germania dalla RTL Television tra il 13 settembre 1994 e il 13 dicembre 1994.
| nº | Titolo originale       | Titolo italiano | Prima TV Germania | Prima TV Italia |
| -- | ---------------------- | --------------- | ----------------- | --------------- |
| 1  | Kalaschnikow frei Haus | inedito         | 13 settembre 1994 | inedito         |
| 2  | Blattschuß             | inedito         | 20 settembre 1994 | inedito         |
| 3  | Fenstersturz           | inedito         | 27 settembre 1994 | inedito         |
| 4  | Tödliche Distanz       | inedito         | 4 ottobre 1994    | inedito         |
| 5  | Die Mutprobe           | inedito         | 11 ottobre 1994   | inedito         |
| 6  | Kurze Freiheit         | inedito         | 18 ottobre 1994   | inedito         |
| 7  | Endspiel               | inedito         | 25 ottobre 1994   | inedito         |
| 8  | Vollmond               | inedito         | 8 novembre 1994   | inedito         |
| 9  | Die schöne Studentin   | inedito         | 15 novembre 1994  | inedito         |
| 10 | Verraten und verkauft  | inedito         | 22 novembre 1994  | inedito         |
| 11 | Blechschaden           | inedito         | 29 novembre 1994  | inedito         |
| 12 | Menschenschlepper      | inedito         | 27 dicembre 1994  | inedito         |
| 13 | Zweimal ermordet       | inedito         | 13 dicembre 1994  | inedito         |